# Baie de Tocquebœuf
La baie de Tocquebœuf  est une baie située à Fermanville dans le département de la Manche, en Basse-Normandie.